# Norman Broaster Stadium
Norman Broaster Stadium – stadion piłkarski znajdujący się w mieście San Ignacio w Belize. Posiada nawierzchnię trawiastą. Może pomieścić 2000 osób. Swoje mecze rozgrywają na nim kluby: Verdes FC, Police United, San Ignacio United FC, World FC.